# BYD Yuan Up
BYD Yuan Up – elektryczny samochód osobowy typu crossover klasy subkompaktowej produkowany pod chińską marką BYD od 2024 roku.

## Historia i opis modelu

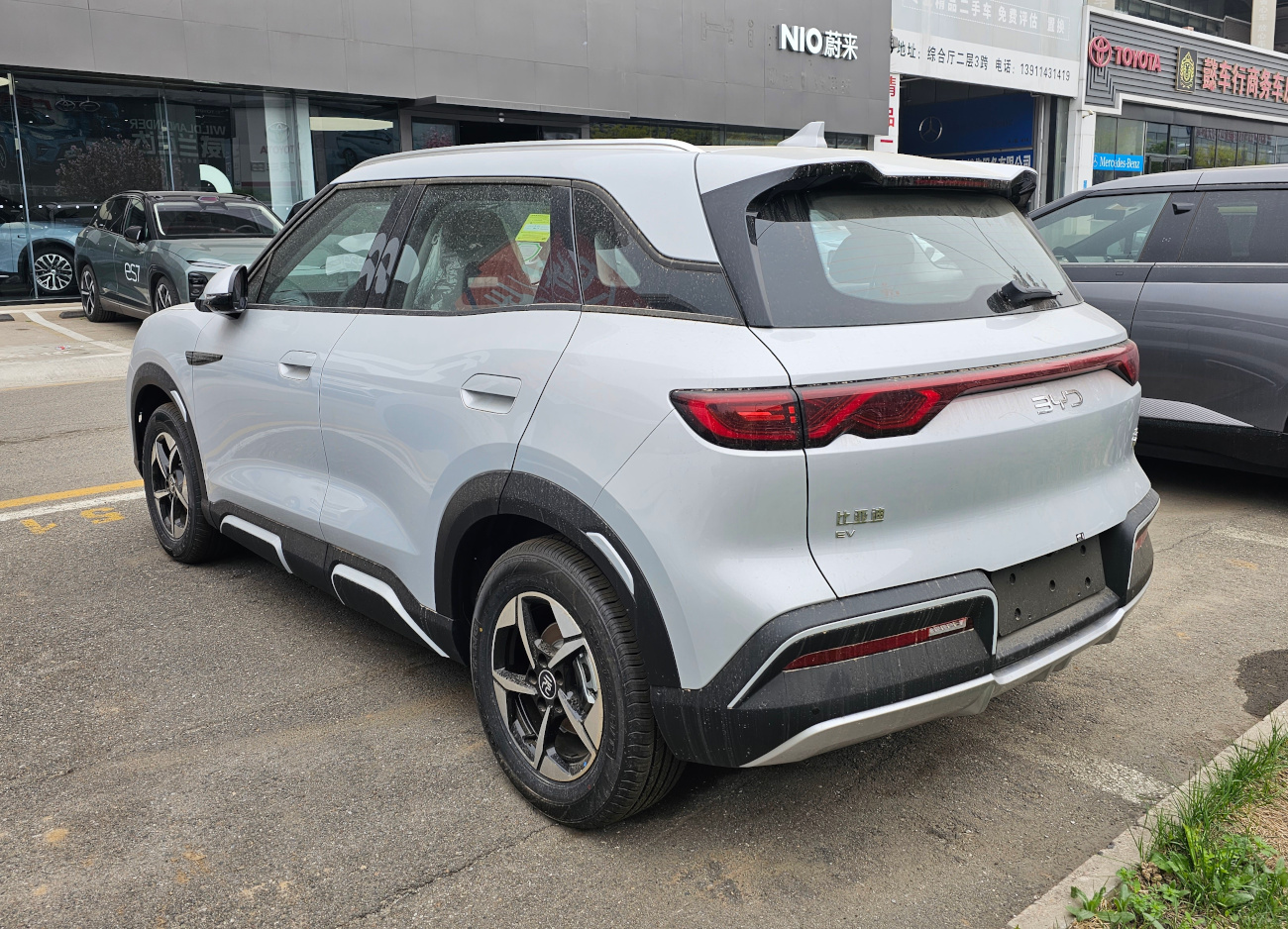
BYD Yuan Up - tył

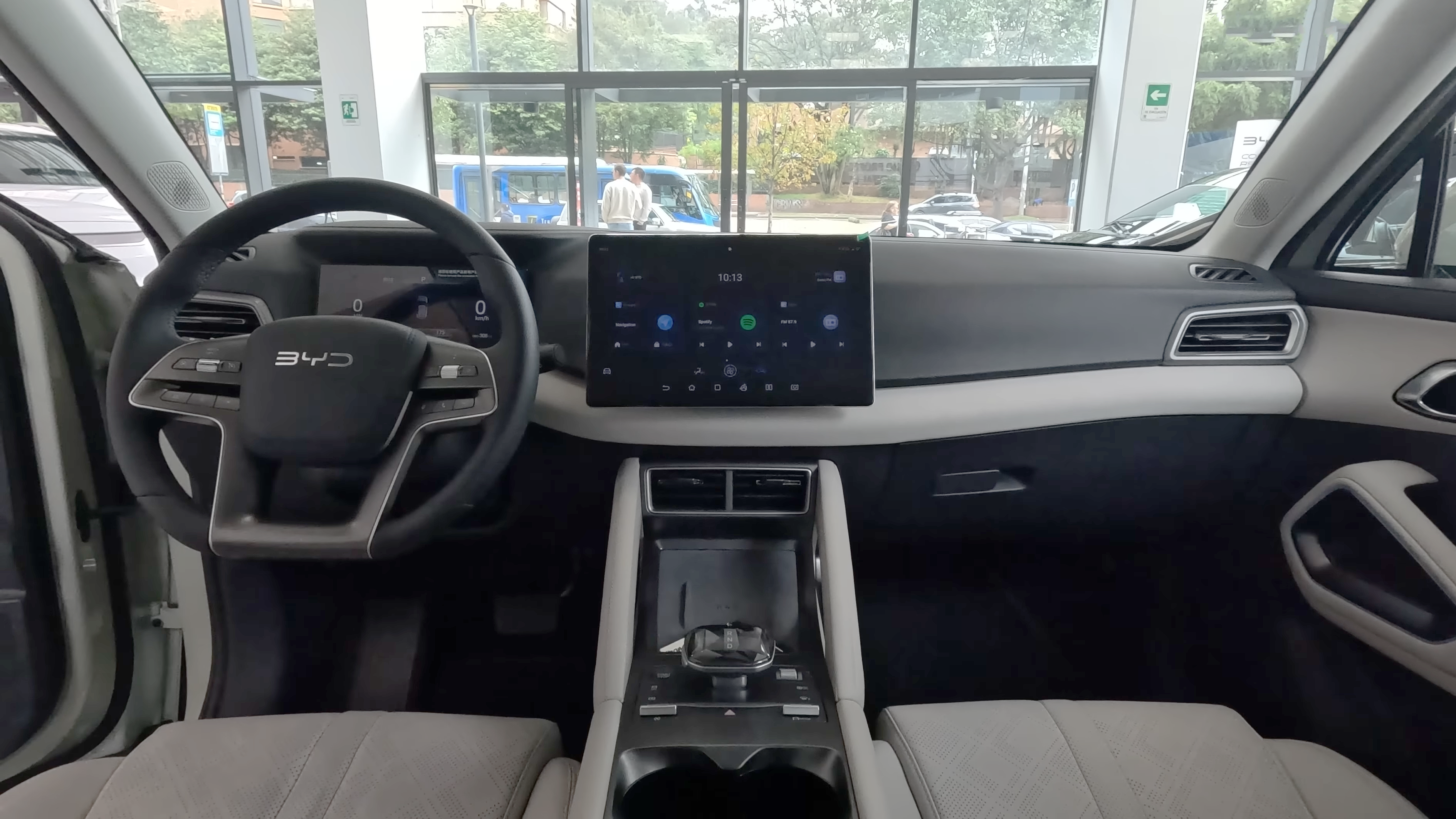
BYD Yuan Up - kokpit

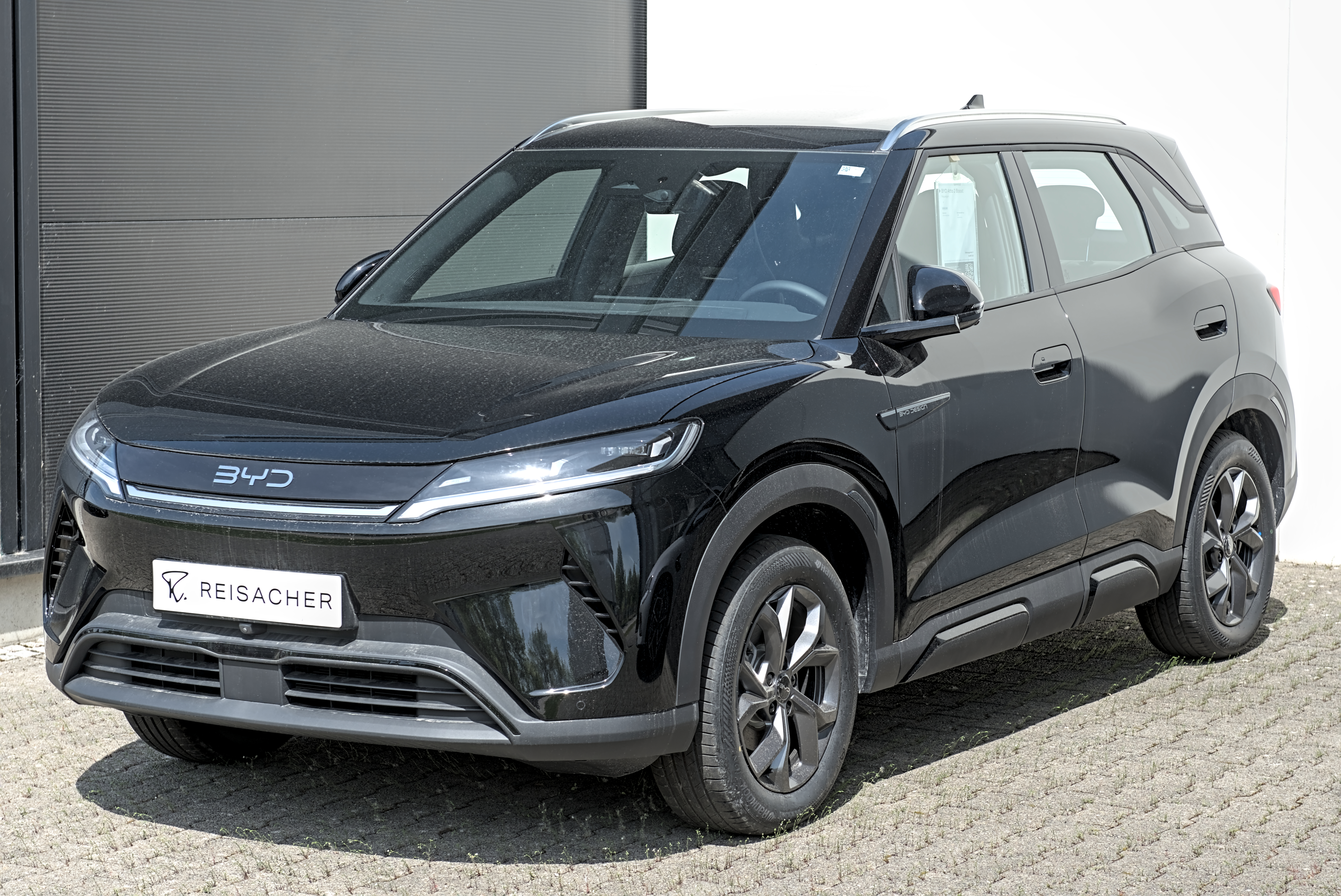
europejski BYD Atto 2

Yuan Plus zadebiutował w styczniu 2024 roku jako kolejny, trzeci model tworzący linię modelową niewielkich crossoverów „Yuan”. Samochód utrzymano w kolejnej generacji estetyki firmy autorstwa Wolfganga Eggera, wyrózniając się obłymi nadkolami, wysoko poprowadzoną linią okien oraz strzelistymi reflektorami połączonymi wąską listwą świetlną. Tylne lampy poprowadzono przez całą szerokość nadwozia, wyróżniając się czterema wyobleniami. Jako bazę wykorzystano modułową platformię e-Platform 3.0.
Kabina pasażerska utrzymana została w typowej dla wówczas tworzących gamę BYD-a estetyce, posiagając 8,8-calowy kolorowy wyświetlacz cyfrowych zegarów oraz obracający się w zakresie 180 stopni 12,8-calowy dotykowy ekran systemu multimedialnego. W konsoli centralnej wygospodarowano przestrzeń do indukcyjnego ładowania smartfonów oraz zestaw przycisków wokół wybieraka trybów jazdy.

### Sprzedaż
Yuan Up został zbudowany głównie z myślą o rodzimym rynku chińskim, trafiając tam do regularnej sprzedaży w marcu 2024 roku jako tańsza i mniejsza alternatywa dla modelu Yuan Plus. Najtańszy wariant wyceniono na 120 tysięcy juanów, a w ciągu 3 dni od rozpoczęcia zbierania zamówień elektryczny crossover znalazł 20 tysięcy nabywców. We wrześniu 2024 samochód trafił do sprzedaży na pierwszych rynkach eksportowych, poczynając od Ameryki Południowej pod nazwą BYD Yuan Pro, z lokalnie inną nazwą BYD S1 Pro w Kostaryce. W grudniu 2024 przedstawiono europejską specyfikację modelu pod nazwą BYD Atto 2.

### Dane techniczne
BYD Yuan Up jest samochodem elektrycznym, do którego napędu wykorzystano dwa warianty silnika: o mocy 94 KM lub 174 KM, w obu przypadkach rozwijając maksymalnie 160 km/h prędkości maksymalnej. Wszystkie samochody wyposażono w baterie typu LFP, w przypadku wariantu 32 kWh oferując ok. 301 kilometrów zasięgu CLTC oraz 45,1 kWh z ok. 401 kilometrów zasięgu CLTC.